# Харрис, Кори
Кори Харрис (англ. Corey Harris); 21 февраля 1969 года, Денвер, Колорадо, США  — американский блюзовый и регги гитарист, певец, автор песен. Лауреат Blues Music Awards в номинации «Альбом акустического блюза» (1998), многократный номинант Blues Music Awards в номинациях «Исполнитель акустического блюза» (1996—1998, 2001—2006),  «Альбом акустического блюза» (1996, 2001, 2005), «Альбом традиционного блюза» (1998), «Исполнитель традиционного блюза» (1998), «Песня года» (2003), «Лучший дебют» (1996), «Альбом года» (2001). Вместе с Кеб Мо и Элвином Хартом «водрузил флаг акустического гитарного блюза в середине 1990-х» 

## Биография
Родился и вырос в Денвере в 1969 году. В трёхлетнем возрасте получил в подарок игрушечную гитару и вскоре стал сам сочинять музыку. В 12-летнем возрасте его мать подарила ему гитару и познакомила с творчеством Лайтнина Хопкинса. Он научился петь и играть на слух, прослушивая свои любимые альбомы, пока не выучил все партии. Также он пел в церковных группах, играл на трубе, а затем на тубе в своем школьном духовом оркестре, и играл в рок-группе в старшей школе. Получил степень бакалавра в области антропологии в Бейтском колледже в Льюистоне, штат Мэн (в 2007 году получил там звание почётного доктора музыки). Получив стипендию Ватсона, отправился изучать африканскую лингвистику в Камерун, взяв с собой только что приобретённую гитару National Steel Guitar, и продолжал осваивать блюз и там. Пребывание в Камеруне и местная музыка juju наложила отпечаток на его творчество: полиритмическая игра на барабанах, характерная для juju, отчётливо отражена в пропульсивно ритмичной, похожей на барабаны игре на гитаре Харриса. Вернувшись из Африки, стал преподавателем французского и английского языков в Наполеонвилле, Луизиана в рамках программы Teach For America, продолжая при этом играть свою музыку и совершенствуя свое мастерство, подрабатывая уличным музыкантом, в кофейнях и клубах в соседнем Новом Орлеане. 
В 1994 году его выступление в Хелене, Арканзас увидел композитор и продюсер Ларри Хоффманн, который стал продюсером дебютного альбома Кори Харриса Between Midnight and Day, вышедшего в 1995 году на Alligator Records. Альбом содержал каверы других исполнителей и был очень тепло принят. The New York Times написала: «Харрис остановил время, вызвав призраков Роберта Джонсона, Лайтнина Хопкинса и Хаулин Вулфа». Альбом был номинирован на звание лучшего альбома акустического премии Blues Music Awards, а сам Кори Харрис в 1996 году получил номинации на звание лучшего дебютанта, а также лучшего исполнителя акустического блюза. Второй альбом Fish Ain't Bitin', записанный в Новом Орлеане, включал авторские песни Харриса под гитару, а в некоторых треках его сопровождало трио из тубы и двух тромбонов. Алтбом стал лауреатом премии. Роберт Кристгау сказал в The Village Voice: «После дебюта, который подтвердил его мастерство в идиоме дельты, [Харрис] делает что-то действительно сложное — доказывает, что он достаточно велик, чтобы забавляться с этим… Его виртуозность оживляет».
С 1998 года тесно сотрудничал с Билли Брэггом и записался на его двух альбомах Mermaid Avenue и Mermaid Avenue Vol. II, первый из которых был номинантом Грэмми.
Alligator Records выпустила ещё два альбома Кори Харриса. Альбом Greens from the Garden «широко охватил музыкальный ландшафт, смешав регги, ска, хип-хоп, кантри, регтайм и дельта-блюз». Альбом Vu-Du Menz был записан с Генри Батлером. Про него писали «Харрис и Батлер охватывают гамму корней от блюза до регтайма, от новоорлеанского фанка до госпела, с разнообразными текстами песен. Харрис играет и поет блюз с радостью, глубоким чувством и сырой дельта-жёсткостью. Батлер — потрясающий виртуоз фортепиано и яростно экспрессивный певец». Затем Кори Харрис выпустил концертный альбом на собственном лейбле Njumba. 
В 2002 году подписал контракт с Rounder Records. Записав альбом Downhome Sophisticate, в 2002 году совместно с Али Фарка Туре выпустил альбом Mississippi to Mali, где музыканты представили смесь блюза и музыки западного Мали. В дальнейших своих альбомах Кори Харрис продолжал смешивать разные стили: Daily Bread 2005 года был синтезом различных направлений африканской и афроамериканской музыки — блюза, регги, ска и даже рэпа, Zion Crossroads 2007 года представлял собой сборник в стиле регги, отражающий его поездки в Эфиопию в предыдущем году.
Харрис жил и много путешествовал по Западной Африке, что оказало влияние на большую часть его творчества, гастролировал по Европе, Канаде, Западной Африке, Японии и Австралии. Он известен как своими сольными акустическими работами, так и своей группой электро-блюза, ранее известной как «5 x 5», затем переименованной в The Corey Harris Band. Он выступал, записывался и гастролировал со многими звёздами блюза, такими как Би Би Кинг, Тадж Махал, Бадди Гай, Ар Эл Бёрнсайд.
В 2007 году Кори Харрису была присуждена стипендия Макартура, в гранте заслуги Харриса были отмечены как «прокладывает авантюрный путь, отмеченный преднамеренной эклектикой». 
Живёт в Шарлоттсвилле, Виргиния.
Guitar World: «Харрис демонстрирует мастерство игры на гитаре в стилях дельта-блюз и регтайм-блюз. Он играет и поёт как человек, чья душа родом из Кларксдейла, штат Миссисипи, примерно 1936 года». 
Blues Review: «Кори Харрис обладает тем же величием, суровой красотой и брутальной честностью, что и изобретатели и новаторы музыки… ошеломляющий и прекрасный, со сложным перебором пальцев и вкусным слайдом, играет и поёт с полной убеждённостью. Его самый убедительный инструмент — его голос: насыщенный, тёплый и манящий, идеальный для повествования, и более мудрый, чем диктуют его годы». 

## Дискография
- 1995: Between Midnight and Day (Alligator Records)
- 1997: Fish Ain't Bitin' (Alligator)
- 1999: Greens from the Garden (Alligator)
- 2000: Vu-Du Menz (Alligator)
- 2001: Live at Starr Hill 1/27/01 (Njumba)
- 2002: Downhome Sophisticate (Rounder Records)
- 2003: Mississippi to Mali (Rounder)
- 2005: Daily Bread (Rounder)
- 2007: Zion Crossroads (Telarc International Corporation)
- 2009: blu.black (Telarc)
- 2011: Father Sun Mother Earth (Njumba)
- 2012: Motherless Child
- 2013: Fulton Blues
- 2013: Rasta Blues Experience Live
- 2014: Fulton Blues (Deluxe Edition)
- 2015: Live! from Turtle Island
- 2016: Live in Vienna
- 2018: Free Water Way
- 2019: Louisa County Blues
- 2021: The Insurrection Blues
- 2024: Chicken Man